# 11284 Belenus
11284 Belenus (1990 BA) là một thiên thạch loại Amor được phát hiện vào ngày 21 tháng 1 năm 1988 bởi A. Maury tại Caussols.

## Link ngoài
- 11284 Belenus tại Cơ sở dữ liệu vật thể nhỏ JPL 
  - Tiếp cận Trái Đất · Phát hiện · Lịch thiên văn · Biểu đồ quỹ đạo · Yếu tố quỹ đạo · Tham số vật lý